# Louis Jean-Baptiste Bucquet
Louis Jean-Baptiste Bucquet, seigneur de Bracheux (10 mars 1731 à Beauvais et mort le 12 avril 1801 au château de Marguerie, près d'Hermes) est un magistrat et érudit français. On lui doit la Collection Bucquet-Aux Cousteaux.

## Biographie
Jean-Baptiste Bucquet est le fils de Jean Bucquet, maire de Beauvais qui avait fait bâtir en 1751 l'hôtel de ville incendié pendant la Première Guerre mondiale, et de Marie-Anne Allou. En 1756, il épouse Marie Jeanne Françoise Le Mareschal, fille de Claude Joseph Le Mareschal, maire de Beauvais et subdélégué de l'intendant de la généralité de Paris, et de Marie-Françoise Aux Cousteaux de Couvreuil.
Avocat et conseiller du roi, Bucquet exerce avec autorité les fonctions de procureur du roi au bailliage et siège présidial de Beauvais de 1755 à 1771, où il se signale en particulier dans la lutte face à l'évêque-comte de Beauvais, Mgr de Gesvres, afin de conserver les droits du présidial, ainsi que d'établir au collège de la ville un bureau d'administration et une bibliothèque.
En 1771, il donne sa démission pour ne pas avoir à se soumettre à la réforme Maupeou.
En 1775, il est élu échevin de la ville de Beauvais. Il refuse la charge de maire. Cette même année 1775, il acquiert la domaine de Bracheux près de Marissel-Beauvais.
Se consacrant à des travaux d'érudition, il rassemble, avec le chanoine Gabriel Danse et Eustache-Louis Borel de Brétizel, un grand nombre de documents se rapportant à l'ancien Beauvaisis, constituant les collections Bucquet-Aux Cousteaux, Le Caron de Troussures et Borel de Brétizel.
Il était membre et directeur de la Société royale d'agriculture au Bureau de Beauvais et membre de l'Académie d'Amiens.
Il obtient la majorité des voix pour les États généraux de 1789, mais, à sa satisfaction, la députation revient à François Millon de Montherlant.
Sous la Terreur, il est fait prisonnier avec sa femme, ses deux filles et son gendre. D'abord conduit à Chantilly, le 27 août 1793, où sa femme mourut le 11 mai 1794 de la fièvre typhoïde. Ils sont ensuite envoyés à Liancourt, le 24 juillet 1794.
Ils ne retrouvent leur liberté que le 5 vendémiaire an III, après deux ans de captivité.
Il meurt le 12 avril 1801 chez sa fille Scolastique et son gendre Adrien Aux Cousteaux de Marguerie, au château de Marguerie, près d'Hermes.

### Sources
- «Bucquet (Jean-Baptiste)», in: "Beauvais au XVIIIe siècle : Population et cadre urbain", de Jean Ganiage
- «Bucquet (Louis-Jean-Baptiste)», in: "Dictionnaire biographique universel et pittoresque", de Paul Ackermann